# MVP de las Finales de la Basketbol Süper Ligi
El MVP de las Finales la Basketbol Süper Ligi es el galardón que se concede al mejor jugador de las Finales de la Basketbol Süper Ligi, la primera categoría del baloncesto en Turquía.

## Ganadores

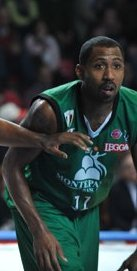
Bootsy Thornton, ganador en 2009

| Temporada | Jugador           | Posición       | Nacionalidad    | Equipo          | Ref.           |
| --------- | ----------------- | -------------- | --------------- | --------------- | -------------- |
| 2008–09   | Bootsy Thornton   | SG             | Estados Unidos  | Efes Pilsen     |                |
| 2009–10   | Tarence Kinsey    | SF             | Estados Unidos  | Fenerbahçe      |                |
| 2010–11   | Oğuz Savaş        | C              | Turquía         | Fenerbahçe      |                |
| 2011–12   | Carlos Arroyo     | PG             | Puerto Rico     | Beşiktaş        |                |
| 2012–13   | Jamont Gordon     | SG             | Estados Unidos  | Galatasaray     |                |
| 2013–14   | Sin MVP           | Sin MVP        | Sin MVP         | Sin MVP         | Sin MVP        |
| 2014–15   | Bobby Dixon       | PG             | Turquía         | Karşıyaka       |                |
| 2015–16   | Luigi Datome      | SF             | Italia          | Fenerbahçe      |                |
| 2016–17   | Bogdan Bogdanović | SG             | Serbia          | Fenerbahçe      |                |
| 2017–18   | Brad Wanamaker    | SG             | Estados Unidos  | Fenerbahçe      | [ 1 ]          |
| 2018–19   | Shane Larkin      | PG             | Turquía         | Anadolu Efes    | [ 2 ]          |
| 2019–20   | No se concedió    | No se concedió | No se concedió  | No se concedió  | No se concedió |
| 2020–21   | Rodrigue Beaubois | SG             | Francia         | Anadolu Efes    | [ 3 ]          |
| 2021–22   | Jan Veselý        | C              | República Checa | Fenerbahçe      | [ 4 ]          |
| 2022–23   | Vasilije Micić    | PG / SG        | Serbia          | Anadolu Efes    | [ 5 ]          |
| 2023–24   | Nigel Hayes-Davis | SF / PF        | Estados Unidos  | Fenerbahçe Beko | [ 6 ]          |